# Veszely Pál
Veszely Pál, Wessely (Pécs, 1900. április 27. – Delhi, Ontario, Kanada, 1994) színész.

## Életpályája
Veszely István kocsifényező segéd és Stein Mária fia. 1920-ban lépett színpadra Pécsett, 1922–23-ban pedig a Várszínházban szerepelt. Ezután 15 hónapos szünet következett, majd 1924-ben Mariházy Miklóshoz szerződött. 1925. február 9-én Budapesten, a Terézvárosban feleségül vette Bálint Rozáliát. Szegeden lépett fel 1927 és 1931, valamint 1935 és 1939 között. 1931–32-ben a Király Színházban, 1932–33-ban a Royal Orfeumban játszott, 1939–40-ben és 1941–43-ban a Fővárosi Operettszínháznak volt a tagja. Fellépett még 1934-ben a Pesti, 1940-ben a Madách, 1943-ban az Új Magyar Színházban.
Mivel a Turul Bajtársi Egyesület, a Keleti Arcvonal Bajtársi Szövetség, a Hungarista Párt és a Színészkamara választmányának tagja volt, ezért 1945-ben az igazolóbizottságtól örökre szóló eltiltást kapott. Amerikába vándorolt ki, 1959–60-ban Clevelandben szerepelt magyar előadásokon.
Róla nevezték el a balatonfüredi diákszínpadot.

## Fontosabb színházi szerepei
- Miki gróf (Ábrahám Pál: Viktória)
- Trabuco (Fényes Szabolcs: A királynő csókja)
- Reczege Dimitri (Buday Dénes: Tábornokné)

## Filmszerepei
- Áll a bál (1939) - trónörökös
- A nőnek mindig sikerül - Margithídi kaland (1939) - Mester Gábor vezérigazgató titkára
- Fűszer és csemege (1939) - Aladár barátja
- Férjet keresek! (1939-40) - párbajsegéd
- Jöjjön elsején (1940)
- Sarajevo (1940) - magyar tiszt
- Igen vagy nem? (1940) - Kovács Béla, a vidéki földbirtokos keresztfia
- Pepita kabát (1940) - Ödön, vasutas, Terike hódolója
- Eladó birtok (1940) - Lajos, cigányprímás
- A kegyelmes úr rokona (1941) - újságíró
- Akit elkap az ár (1941) - lakásügynök
- Ma, tegnap, holnap (1941)
- Édes ellenfél (1941) - banki hivatalszolga
- András (1941) - béres Nohapusztán
- A cigány (1941)
- Bob herceg (1941) - kém (karmester)
- Egy éjszaka Erdélyben (1941) - lakáj
- Életre ítéltek! (1941) - Lala, pénzhamisító rab
- Miért? (1941) - pincér a Vadászkürtben
- Európa nem válaszol (1941) - hajópincér
- Haláltánc (1941)
- Gentryfészek (1941) - Völcsöky Ferenc, borbély és fodrász
- Kádár kontra Kerekes (1941) - szabó
- Behajtani tilos! (1941-42) - utas
- Tavaszi szonáta (1942) - Gereben Tibor, Éva udvarlója
- Heten, mint a gonoszok (1942) - borbély
- Estélyi ruha kötelező (1942)
- A láp virága (1942) - ittas úr
- Egy bolond százat csinál (1942) - Bozóky, "mesebeli intéző"
- Egy szoknya, egy nadrág (1943) - Piacsek, szállodadetektív
- Jómadár (1943) - vendég a kaszinóban
- Makrancos hölgy (1943) - Vendel, Jámbor Pál inasa
- Kerek Ferkó (1943) - János, mulató cimbora
- Futótűz (1943) - rendező
- Egy gép nem tért vissza (1943-44) - őrmester
- Szerelmes szívek - Tamás bácsi (1944)
- Vihar után (1944) - taxisofőr